# 马槽

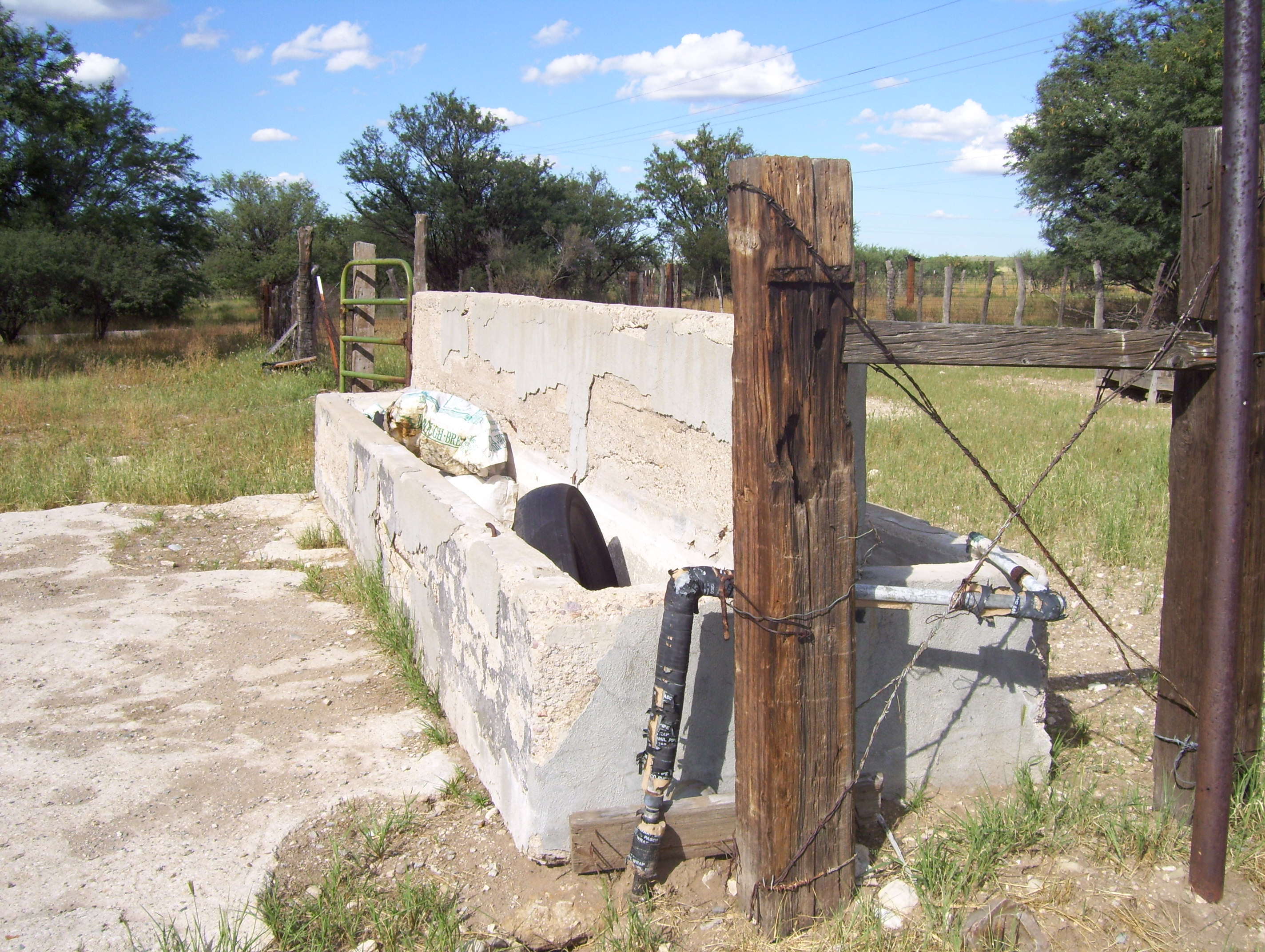
美国亚利桑那州的一个马槽

马槽是一種用于放置動物（家畜）饲料的架子。 通常出现在马厩和农舍中。人們為了能喂养野生动物，也會在自然保护区中放置馬槽。根據《聖經》記載，耶穌在馬槽出生。